# Добовий біг
Добовий біг — один з видів ультрамарафону, в якому кожен учасник намагається пробігти якомога більшу дистанцію протягом 24 годин. Змагання зазвичай проводяться на 400-метровому стадіоні або на колі 1-2 км.
Найкращі бігуни часто пробігають 250 км і більше, залежно від умов. Деякі учасники мають команду помічників, інші розміщують все необхідне біля стартової зони, з хорошим доступом на кожному колі.
Часто добовий біг суміщений з 6 -и, 12 -и і 48-годинним бігом.
Крім добового бігу існує також і добова ходьба.

## Рекорди

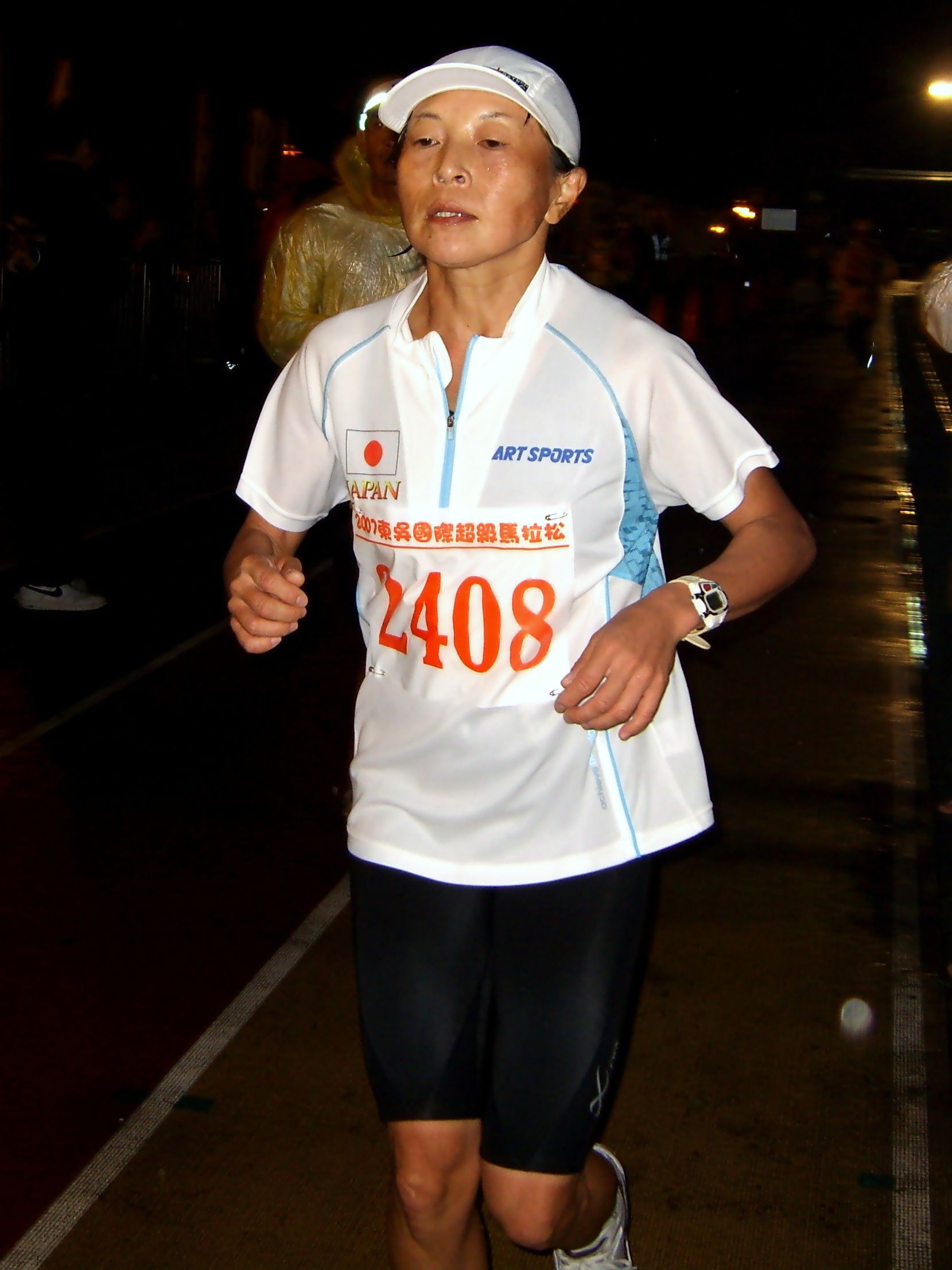
Суміе Інаґакі (Японія), світова рекордсменка, в 2007

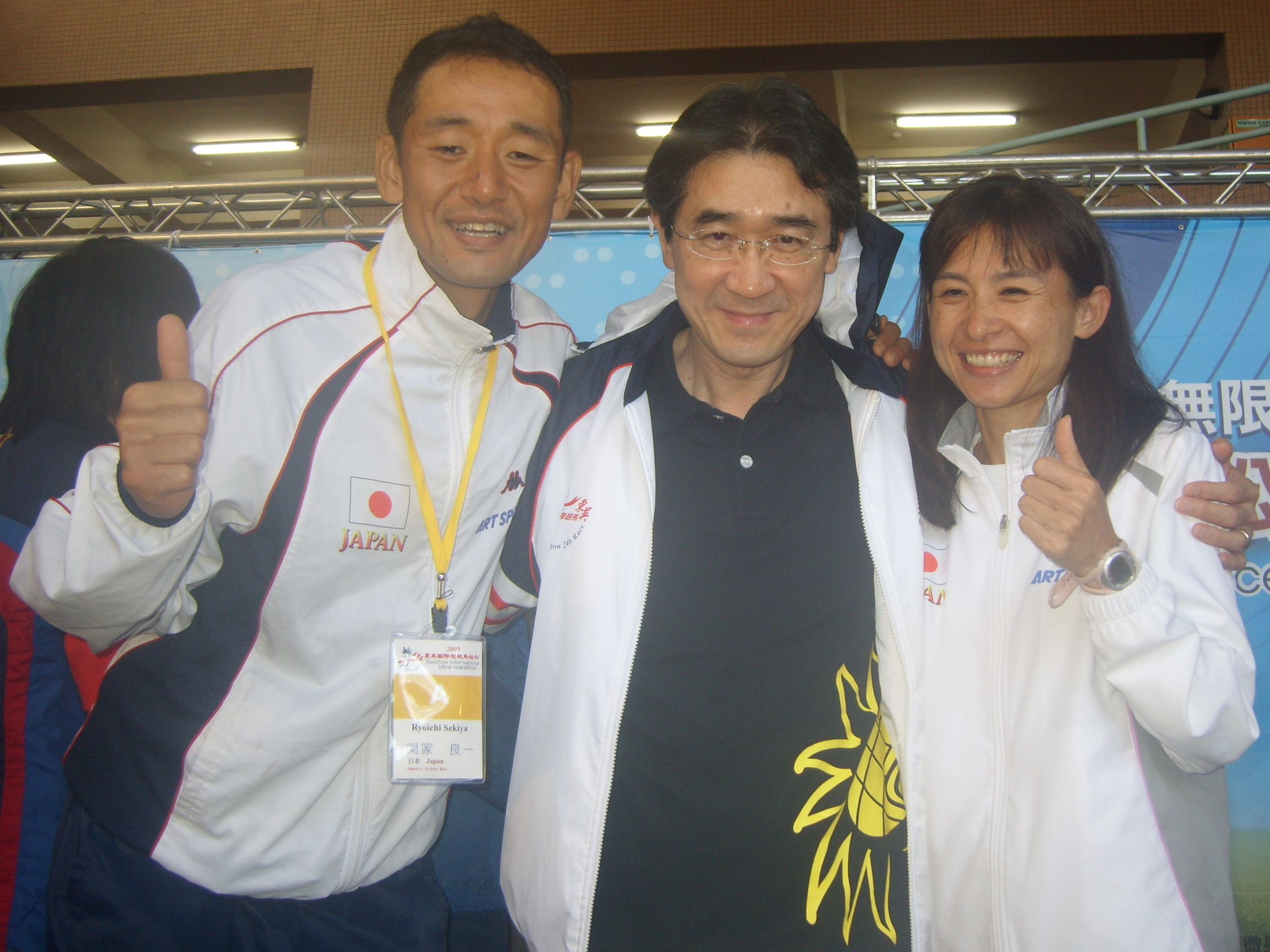
Мамі Кудо (Японія) (праворуч), світова рекордсменка

### Рекорди ІАЮ
Новостворена Міжнародна Асоціація ультрамарафону (ІАЮ) розпочала офіційну реєстрацію світових рекордів. У 1991 ІАЮ скасувала багато результатів, що були показані на незатвердженим трасах. З грудня 2013 року ІАЮ реєструє рекорди (вікові та абсолютні) незалежно від типу поверхні (шосе, стадіон, приміщення).
|            | Жінки      | Жінки         | Жінки         | Жінки      | Чоловіки   | Чоловіки     | Чоловіки      | Чоловіки  |
| Результат  | Спортсмен  | Дата          | Місце         | Результат  | Спортсмен  | Дата         | Місце         |           |
| ---------- | ---------- | ------------- | ------------- | ---------- | ---------- | ------------ | ------------- | --------- |
| Шосе       | 252,205 км | Мамі Кудо     | 11/12.05.2013 | Стенберген | 290,221 км | Яніс Курос   | 2/3.05.1998   | Базель    |
| Стадіон    | 255,303 км | Мамі Кудо     | 10/11.12.2011 | Тайбей     | 303,506 км | Яніс Курос   | 4/5.10.1997   | Аделаїда  |
| Приміщення | 240,631 км | Суміе Інаґакі | 29/30.01.2011 | Еспоо      | 275,576 км | Микола Сафін | 27/28.02.1993 | Подольськ |

8/9 квітня 2017 року на чемпіонаті Польщі з добового бігу в Лодзі Патріція Березновська перевищила рекорд світу. Вона показала 256,246 км. Три місяці по тому на чемпіонаті світу в Белфасті 1/2 липня 2017 року вона поліпшила свій результат до 259,991 км.

## Добовий біг в СРСР/СНД
Володимир Деменев (Нитва, Пермська обл.) і Олександр Комісаренко (Тула) показали в одиночних забігах 264 (1977) і 266,529 (1982) км відповідно. Ткачук (Бровари) в 1985 пробіг 245 км. Це були сольні незмагальні забіги.
Перший в СРСР змагальний добовий пробіг відбувся в 1982 році в Москві. Наразі — «Доба бігом» в травні (починаючи з 1990 щорічно). З 1984 року проводився в Одесі.
З 1987 року на початку вересня в Ленінграді проводився «Випробуй себе», що включав напів-, марафон, 100 км і 24 години (з 2012 добовий біг не проводиться).

## Змагання

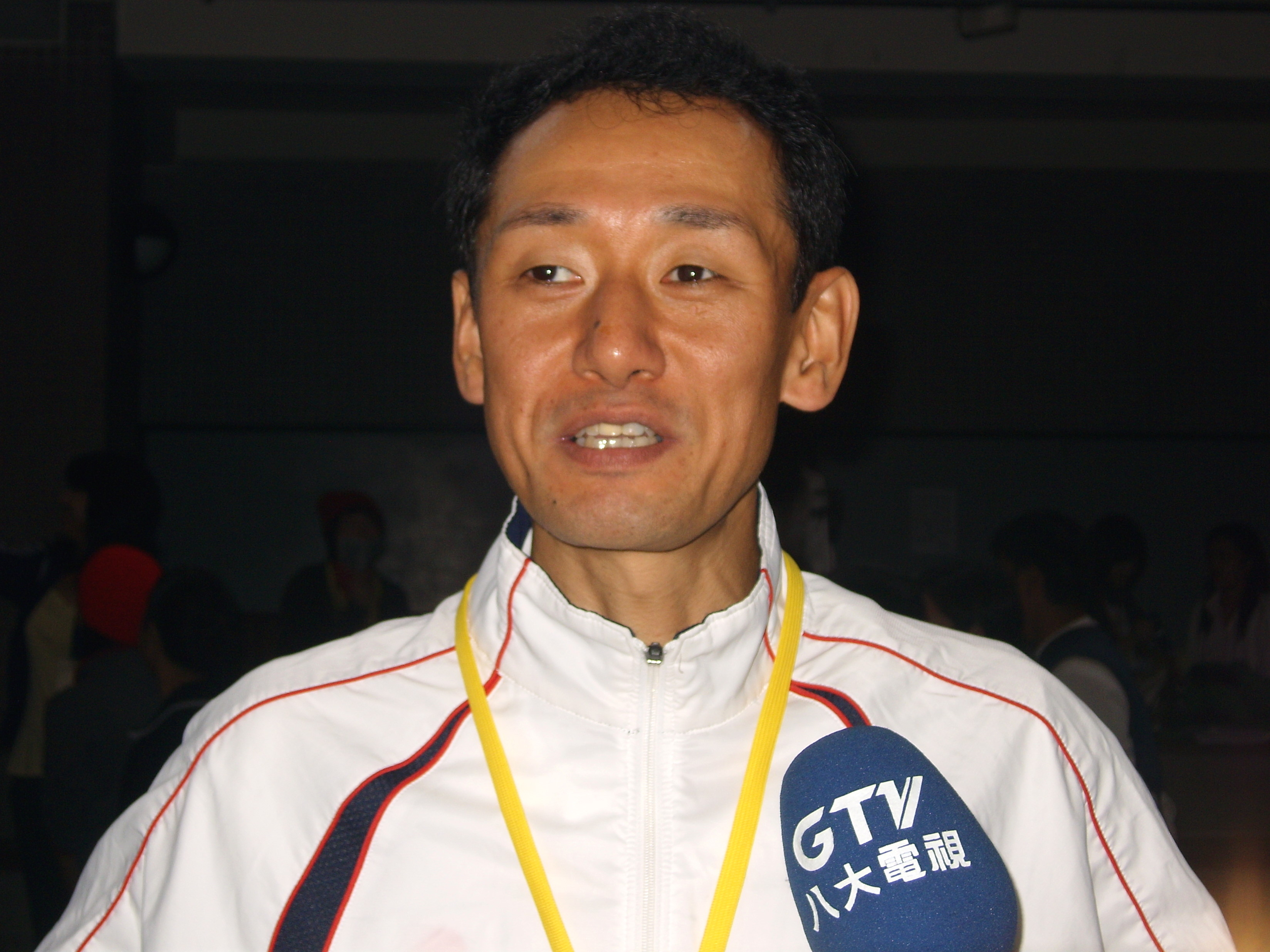
Секія, Рьоічі (Японія), чемпіон світу 2004, 2006, 2007, 2008

Перший міжнародний чемпіонат відбувся 3-4 лютого 1990 в місті Мілтон-Кінз (Бакінгемшир, Англія). У тому ж 1990 заснований Кубок Європи (залік за двома найкращими результатами), з 1992 проходить Чемпіонат Європи.
З 2003 року міжнародна асоціація ультрамарафону організовує Чемпіонати світу.

### Чемпіонати світу
| Рік  | Дата         | Місце проведення      | Чемпіон (чол), країна, дистанція | Чемпіон (жін), країна, дистанція  |
| ---- | ------------ | --------------------- | -------------------------------- | --------------------------------- |
| 2001 | 22/23.09     | Сан-Джованні-Лупатото | Яніс Курос 275,829 км            | Едіт Берсеш 235,030 км            |
| 2003 | 11/12.10     | Уден                  | Поль Бекерс, 270,087 км          | Ірина Реутович, 237,052 км        |
| 2004 | 23/24.10     | Брно                  | Рьоічі Секія, 269,085 км         | Суміе Інаґакі, 237,154 км         |
| 2005 | 16/17.07     | Вьоршах               | Анатолій Кругліков, 268,065 км   | Людмила Калініна, 242,228 км      |
| 2006 | 25/26.02     | Тайбей                | Рьоічі Секія -2-, 272,936 км     | Суміе Інагакі -2-, 237,144 км     |
| 2007 | 28/29.07     | Драммонвіль           | Рьоічі Секія -3-, 263,562 км     | Людмила Калініна -2-, 236,848 км  |
| 2008 | 18/19.10     | Сеул                  | Рьоічі Секія -4-, 273,366 км     | Анн-Марі Верне, 239,685 км        |
| 2009 | 02/03.05     | Бергамо               | Хенрік Олссон, 257,042 км        | Анн-Сесіль Фонтен, 243,644 км     |
| 2010 | 14/15.05     | Брив-ла-Гаярд         | Шинго Інуоє, 273,708 км          | Анн-Сесіль Фонтен -2-, 239,797 км |
| 2011 | Скасовані    | Бруг, потім Тайбей    |                                  |                                   |
| 2012 | 08/09.09     | Катовиці              | Майк Мортон 277,543 км           | Міхаела Дімітріаду 244,232 км     |
| 2013 | 11—12 травня | Стенберген            | Джон Ольсен 269,675 км           | Мамі Кудо 252,205 км WR*          |
| 2014 | Скасовано    | Плзень, потім Тайбей  |                                  |                                   |
| 2015 | 11/12 квітня | Турин                 | Флоріан Рейс 263,899             | Кетлін Надь 244,495               |
| 2017 | 1/2.7.2017   | Белфаст               | Йошіхіко ІшІкава 270,870         | Патріція Березновська 259,991 WR  |
| XIII | 11/12.5.2019 | Ірднинг               |                                  |                                   |

### Чемпіонати Європи
|       | Дата               | Місце проведення      | Чемпіон (чол)                  | Чемпіон (жін)                     |
| ----- | ------------------ | --------------------- | ------------------------------ | --------------------------------- |
| 1992  |                    | Апелдорн              |                                |                                   |
| 1993  |                    | Базель                |                                |                                   |
| 1994  |                    |                       |                                |                                   |
|       | 1995 Скасовано     | Торхаут               |                                |                                   |
| IV    | 21/22.9.1996       | Курсон                | Ференц Дьорі 259,922           | Марі Бертран 231,049              |
| V     | 3/4.8.1997         | Базель                | Володимир Тівіков 249,039      | Ірина Реутович 236,284            |
| VI    | 29/30.8.1998       | Маркетт-ле-Лілль      | Люсьєн Тельман 267,626         | Марі Бертран -2- 226,457          |
| VII   | 25/26.9.1999       | Сан-Джованні-Лупатото | Яніс Курос                     | Ірина Реутович -2- 223,763        |
| VIII  | 21/22.10.2000      | Уден                  | Любомир Хрмо 259,273 км        | Ірина Реутович -3- 225,418 км     |
| IX    | 25/26.5.2001       | Апелдорн              | Поль Беккерс 269,559           | Ірина Реутович -4- 226,634        |
| X     | 7/8.9.2002         | Гравіньї              | Йенс Лукас 267,294             | Едіт Берцеш 232,284               |
| XI    | 11/12.10.2003      | Уден                  | Поль Бекерс -2- 270,087 км     | Ірина Реутович 237,052 км         |
| XII   | 23/24.10.2004      | Брно                  | Любомир Хрмо 259,064           | Галина Єрьомина 235,012           |
| XIII  | 16/17.7.2005       | Вьоршах               | Анатолій Кругліков 268,065 км  | Людмила Калініна 242,228 км       |
| XIV   | 23/24.9.2006       | Сан-Джованні-Лупатото | Володимир Бичков 254,774       | Ірина Коваль 229,452              |
| XV    | 5/6.5.2007         | Мадрид                | Анатолій Кругликов -2- 257,358 | Людмила Калініна -2- 233,307      |
|       | 2008 не проводився |                       |                                |                                   |
| XVI   | 2/3.5.2009         | Бергамо               | Хенрік Олссон 257,042 км       | Анн-Сесіль Фонтен 243,644 км      |
| XVII  | 13/14.5.2010       | Брив-ла-Гаярд         | Іван Кудін 263,841             | Анн-Сесіль Фонтен -2-, 239,797 км |
|       | 2011 Скасовано     | Бруг                  |                                |                                   |
| XVIII | 08/9.9.2012        | Катовиці              | Флоріан Рейс                   | Міхаела Дімітріаду 244,232 км     |
| XIX   | 11/12.5.2013       | Стенберген            | Флоріан Рейс -2-, 259,939 км   | Анн-Марі Верне 229,393 км         |
|       | 2014 Скасовано     | Плзень                |                                |                                   |
| XX    | 11/12.4.2015       | Турин                 | Флоріан Рейс -3-, 263,899      | Марія Янссон 238,964              |
| XXI   | 22/23.10.2016      | Альбі                 | Дан Лоусон 261,843             | Марія Янссон -2- 250,647 ER       |

### Чемпіонат України
Офіційний чемпіонат України з добового бігу довгий час не проводився. Змагання команди Шрі Чінмоя не мали офіційного статусу. Тому найсильніші ультрамарафонці України розігрували свою першість на головному старті сезону — Чемпіонаті світу (також неофіційно).

#### Переможці

##### 2010—2013
| Рік  | Дата         | Місце проведення | Чемпіон (чол.), місто       | Чемпіон (жін.), місто   |
| ---- | ------------ | ---------------- | --------------------------- | ----------------------- |
| 2010 | 14/15.05     | Брив-ла-Гаярд    | Валерій Христенок Київ      |                         |
| 2012 | 08/09.09     | Катовиці         | Ігор Мудрик Вінниця         | Ніна Мітрофанова Харків |
| 2013 | 11/15.05     | Стенберген       | Володимир Васютін Енергодар | Лариса Лабарткава Львів |
| 2015 | 11/12 квітня | Турин            | Валерій Христенок Київ      | Олена Шевченко Одеса    |

#### З 2014
У 2014 ФЛАУ надала офіційного статусу київським змаганням. Першим офіційний чемпіонат України з добового бігу відбувся в Києві. В квітні 2015 року традиційно був розіграний неофіційний чемпіонат України на Чемпіонаті світу в Турині.
| Рік  | Дата         | Місце проведення | Чемпіон (чол.), місто  | Чемпіон (жін.), місто |
| ---- | ------------ | ---------------- | ---------------------- | --------------------- |
| 2014 | 20/21.09     | Київ             | Ігор Мудрик Вінниця    | Світлана Іпатко Київ  |
| 2015 | 11/12 квітня | Турин            | Валерій Христенок Київ | Олена Шевченко Одеса  |
| 2015 | 19/20.09     | Київ             |                        |                       |